# 49. п. н. е.

## Догађаји
- 10. јануар — Гај Јулије Цезар је прешао реку Рубикон, границу између Италије и Галије, што је означило почетак грађанског рата против Помпеја и Сената.
- 24. август — Оптиматске снаге предвођене Публијем Ацијем Варом и нумидијским краљем Јубом су нанеле тежак пораз легијама одане Јулију Цезару предвођене Гајом Скрибонијем Курионом у бици на Баграду.